# Prăbușirea Casei Usher
Prăbușirea Casei Usher (în engleză The Fall of the House of Usher) este o povestire a scriitorului american Edgar Allan Poe, care a fost publicată pentru prima dată în 1839.

## Rezumat
Povestirea începe cu sosirea dintr-o parte îndepărtată a țării a unui narator nenumit la casa prietenului său din copilărie, Roderick Usher, de la care primise o scrisoare în care acesta se plângea de o boală și îi cerea ajutorul. Când ajunge acolo, naratorul observă o fisură subțire care se întinde de la acoperiș până în partea din jos a clădirii.
Deși Poe a scris această povestire înainte de inventarea psihologiei moderne, simptomele lui Roderick pot fi descrise potrivit terminologiei ei. Acestea includ o formă de supraîncărcare senzorială cunoscută sub numele de hiperestezie (hipersensibilitate la lumină, sunete, mirosuri și gusturi), ipohondrie (o preocupare excesivă sau o grijă cu privire la prezența unei boli grave) și anxietate acută. Este dezvăluit faptul că sora geamănă a lui Roderick, Madeline, este și ea bolnavă și cade în transe cataleptice asemănătoare cu moartea. Naratorul este impresionat de picturile lui Roderick și încearcă să-l înveselească citind împreună cu el și ascultându-i compozițiile muzicale improvizate la chitară. Roderick cântă „Palatul bântuit”, apoi îi spune naratorului că el crede faptul că locuința în care trăiește este simțitoare și că aceste simțuri provin din combinația de zidărie și de vegetație care o înconjoară.
Roderick îl informează mai târziu pe narator că sora lui a murit și insistă ca ea să fie înmormântată timp de două săptămâni într-o criptă (mormânt de familie) aflată în casă înainte de a fi îngropată definitiv. Naratorul îl ajută pe Roderick să pună trupul în mormânt și observă că Madeline are obrajii roz, așa cum au unele persoane după moarte. Ei o închid acolo, dar în săptămâna următoare Roderick și naratorul simt o stare de agitație în creștere fără nici un motiv aparent. Într-o noapte începe o furtună. Roderick vine în dormitorul naratorului, care este situat chiar deasupra criptei, și deschide fereastra către furtună. El observă că heleșteul din jurul casei pare să strălucească în întuneric, așa cum era reprezentat în picturile lui Roderick Usher, deși nu există niciun fulger.
Naratorul încearcă să-l calmeze pe Roderick citindu-i cu voce tare The Mad Trist, un roman despre un cavaler pe nume Ethelred care sparge ușa chiliei unui pustnic, într-o încercare de a scăpa de furtuna care se apropie, doar pentru a găsi un palat de aur păzit de un dragon. El găsește, de asemenea, agățat pe perete un scut strălucitor de aramă pe care este scrisă o legendă: că cel care ucide balaurul câștigă scutul. Cu o lovitură de buzdugan, Ethelred ucide balaurul, care moare cu un strigăt ascuțit, și se duce să ia scutul, care cade pe podea cu un zgomot îngrozitor.
Pe măsură ce naratorul citește despre intrarea cu forța a cavalerului în chilie, se aud sunete de crăpături și spargeri undeva în casă. Atunci când dragonul este descris ca urlând pe moarte, se aude din nou un sunet aspru și prelung în casă. Când el se referă la scutul care cade de pe perete, o reverberație metalică și goală poate fi auzită. Roderick devine tot mai isteric și exclamă în cele din urmă că aceste sunete sunt făcute de sora lui, care era, de fapt, în viață, atunci când a fost îngropată și că Roderick știa că ea era în viață. Ușa dormitorului este apoi suflată ca de un vânt pentru a dezvălui faptul că în spatele ei se afla Madeline. Femeia se prăbușește greoi peste fratele ei și amândoi cad morți pe podea. Naratorul fuge apoi din casă și, pe măsură ce face acest lucru, observă un fulger de lumină care-l face să se uite înapoi la Casa Usher, văzând cum clădirea se rupe în două și ruinele ei se scufundă în heleșteu.

## Istoricul publicării

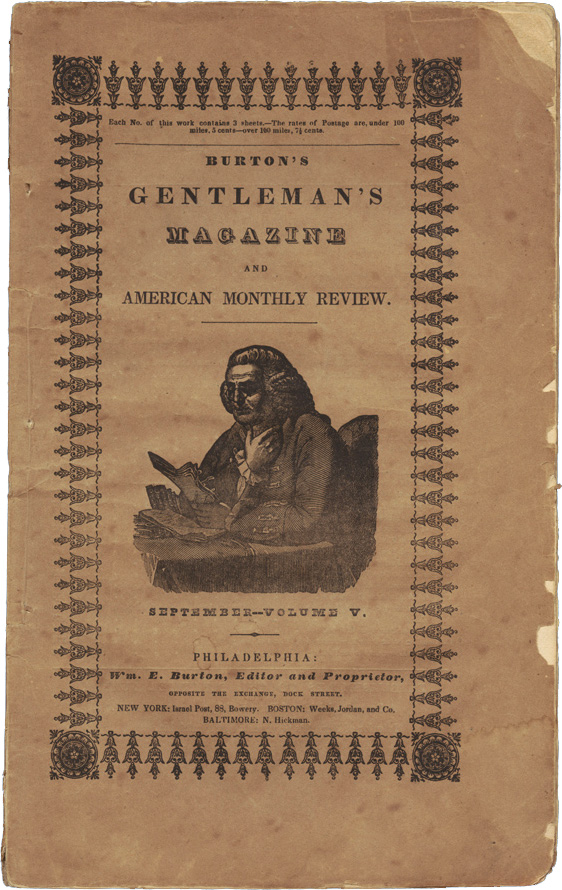
„Prăbușirea Casei Usher” a fost publicată în numărul din septembrie 1839 al revistei Burton's Gentleman's Magazine.

„Prăbușirea Casei Usher” a fost publicată pentru prima dată în numărul din septembrie 1839 al revistei Burton's Gentleman's Magazine. Ea a fost ușor revizuită în 1840 pentru colecția Tales of the Grotesque and Arabesque. Povestirea conține poemul „Palatul bântuit”, care a fost anterior publicată separată în numărul din aprilie 1839 al revistei Baltimore Museum. 
În 1928, Éditions Narcisse, predecesoare a editurii Black Sun Press, a publicat o ediție limitată de 300 de exemplare numerotate, cu ilustrații de Alastair.
Prima traducere în limba română a fost realizată de Faur și a fost publicată în anul 1885, sub titlul „Căderea casei Usher”  în ziarul Epoca. Povestirea a fost tradusă apoi de „Șt. P.” (cel mai probabil Ștefan Petică) și inclusă sub titlul „Ruina casei Usher”  în volumul Scrisoarea furată, Ruina casei Usher, Pisica neagră, Portretul oval și alte povestiri extraordinare, editat în 1897 de Institutul de Editură Ralian și Ignat Samitca din Craiova.
O altă traducere a fost realizată de Ion Vinea și publicată sub titlul „Prăbușirea Casei Usher”  în vol. Scrieri alese (vol. I), editat în 1963 de Editura pentru Literatură Universală din București, fiind reeditată și de alte edituri. Alte traduceri au fost realizate de Maria-Ana Tupan (publicată în volumul Himera. Proză fantastică americană (vol. I), editat în 1984 de Editura Minerva din București), de Liviu Cotrău (publicată în volumul Masca Morții Roșii: schițe, nuvele, povestiri (1831-1842), editat în 2012 de Editura Polirom din Iași) și de Gabriel Mălăescu (publicată sub titlul „Prăbușirea casei Usher” în volumul Prăbușirea casei Usher, editat în 2013 de Editura MondoRo din București).

## Analiză
„Prăbușirea Casei Usher” este considerat cel mai bun exemplu al absolutului lui Poe, în care fiecare element și detaliu este legat și relevant.
Tema prăbușirii unui castel bântuit este un element cheie al Castle of Otranto (1764) al lui Horace Walpole, un roman de la sfârșitul secolului al XVIII-lea care a contribuit în mare măsură la definirea genului gotic. Existența unei case încăpătoare care se dezintegrează simbolizează distrugerea corpului uman și este un element caracteristic în activitatea ulterioară a lui Poe.
„Prăbușirea Casei Usher” arată capacitatea lui Poe de a crea un ton emoțional în opera sa, în special sentimente de frică, pedeapsă și vină. Aceste emoții se centrează pe Roderick Usher care, la fel ca multe personaje ale lui Poe, suferă de o boală nenumită. Ca și naratorul din „Inima care-și spune taina”, boala îi provoacă simțurile hiperactive. Boala se manifestă fizic, dar provine din starea mintală sau chiar morală a lui Roderick. El este bolnav, se sugerează, pentru că el se așteaptă să fie bolnav ca urmare a trecutului de boală al familiei sale și este, prin urmare, în esență, un ipohondru. În mod similar, el își îngroapă sora încă în viață pentru că el se așteaptă să-și îngroape propriul destin.
Casa Usher, la care se face referire atât la clădire, cât și la familie, joacă un rol important în povestire. Acesta este primul „personaj” pe care naratorul îl prezintă cititorului, descris în chip umanizat: ferestrele sale sunt descrise ca „asemănătoare cu ochii” de două ori în primul paragraf. Fisura care se dezvoltă în zidărie simbolizează dezintegrarea familiei Usher, iar casa „moare”, împreună cu cei doi frați Usher. Această conexiune a fost subliniată în poemul „Palatul bântuit” al lui Roderick, care pare a fi o referire directă la casa care prefigurează soarta.
L. Sprague de Camp, în Lovecraft: A Biography [p. 246f], a scris că „potrivit lui Thomas O. Mabbott, [H. P.] Lovecraft, în „Supernatural Horror”, a rezolvat o problemă de interpretare a lui Poe”, susținând că „Roderick Usher, sora sa Madeline și toată casa au în comun un singur suflet”. Dimensiunea psihologică explicită a acestei povești i-a determinat pe mulți critici să o analizeze ca o descriere a psihicului uman, comparând, de exemplu, Casa cu inconștientul și fisurarea sa centrală cu personalitatea divizată care este numită tulburare de identitate disociativă. Tulburarea mintală este, de asemenea, evocată prin intermediul temelor de melancolie, posibil incest și vampirism. O relație incestuoasă între Roderick și Madeline nu este afirmată niciodată în mod explicit, dar pare să explice ciudatul atașament între cei doi.
Opiul, pe care Poe îl menționează de mai multe ori în proza și în poeziile sale, este menționat de două ori în povestire. Senzația sumbră ocazionată de peisajul trist din jurul conacului Usher este comparată de narator cu boala cauzată de simptomele de sevraj ale unui dependent de opiu. Naratorul îl descrie, de asemenea, pe Roderick Usher ca un „consumator irecuperabil de opiu”. S-ar putea argumenta  că hipersensibilitatea și ipohondria lui Roderick Usher sunt în concordanță cu simptomele de sevraj ale dependenților de opiu. Multiplele menționări ale opiului de către Poe și descrierile sale exacte cu privire la efectele sale și a simptomelor dependenței de opiu i-au făcut pe mulți  să creadă că Poe a experimentat el-însuși opiul și că el ar fi fost dependent de opiu. Adevărul este că opiul și laudanumul (tinctura de opiu) erau în secolul al XIX-lea la fel de comune cum este astăzi aspirina și multe scriitori romantici din secolul al XIX-lea precum Samuel Taylor Coleridge și Charles Baudelaire, au fost, de fapt, dependenți de opiu.

### Aluzii și referiri
Epigraful de la început citează două versuri din poemul „Le Refus” (1831) al poetului și șansonetistului francez Pierre-Jean de Béranger (1780–1857), traduse în română ca „Mi-e inima o liră aninată, / Când te-ai atins de ea răsună-ndată”. Textul original al lui Béranger conține expresia „Mon cœur” (inima mea) și nu „Son cœur” (inima sa). 
Naratorul descrie una dintre compozițiile muzicale ale lui Usher ca „o anumită stranie variantă, o amplificare a ciudatei arii din ultimul vals al lui Von Weber”. Poe se referă la o populară compoziție muzicală pentru pian a timpului său  — care, deși poartă titlul „Weber's Last Waltz”, a fost de fapt compusă de Carl Gottlieb Reissiger (1798–1859). O copie manuscrisă a compoziției a fost găsită printre documentele lui Weber la moartea sa din 1826 și lucrarea i-a fost atribuită în mod greșit.
Pictura lui Usher îi amintește naratorului de pictorul britanic de origine elvețiană Henry Fuseli (1741-1825).
Scriitorul german E. T. A. Hoffmann, care a fost un model și sursă de inspirație pentru Poe, a publicat povestirea „Das Majorat” în 1819. Există multe similitudini între cele două povestiri, cum ar fi ruperea în două a unei case, sunete stranii în miez de noapte, poveste într-o poveste și numele de „Roderich” pe care-l poartă proprietarul casei. Din moment ce Poe era familiarizat cu opera lui Hoffmann el cunoștea cu siguranță povestirea și a extras în mod inteligent elemente din ea pentru propriile sale scopuri.
Povestirea „The Robber's Castle” (1812) a unui alt autor german, Heinrich Clauren, așa cum a fost tradusă în limba engleză de John Hardman și publicată în Blackwood's Magazine în 1828 ca „The Robber's Tower”, ar fi putut servi ca sursă de inspirație potrivit lui Arno Schmidt și Thomas Hansen. Existența unor elemente comune, cum ar fi o femeie tânără cu teama de a fi îngropată de vie înmormântată într-un mormânt aflat chiar sub camera protagonistului, instrumente cu coarde și fratele geamăn supraviețuitor al fetei îngropate, au determinat-o pe Diane Hoeveler să identifice dovezi textuale ale folosirii de către Poe a acestei povestiri și să concluzioneze că includerea cărții Mortuorum a lui Virgil se inspiră din folosirea unei cărți la fel de obscure în „The Robber's Tower”.

## Semnificație literară și critică
„Prăbușirea Casei Usher” este considerată cea mai faimoasă scriere în proză a lui Poe. Această povestire macabră extrem de tulburătoare este recunoscută ca o capodoperă a literaturii gotice americane. Într-adevăr, ca și în multe din poveștile sale, Poe împrumută mult din tradiția gotică. Totuși, după cum scrie G.R. Thomson în introducerea sa la Great Short Works of Edgar Allan Poe [p 36], „povestea a fost mult timp privită ca o capodoperă a ficțiunii de groază gotice; ea este, de asemenea, o capodoperă de ironie dramatică și simbolism structural”.
„Prăbușirea Casei Usher” a fost criticată, de asemenea, ca fiind prea tributară formulelor. Poe a fost criticat pentru urmarea modelelor sale stabilite în lucrări precum „Morella” și „Ligeia”, folosind personaje standard în scene standard și situații standard. Teme repetitive precum boala neidentificabilă, nebunia și învierea sunt, de asemenea, criticate.

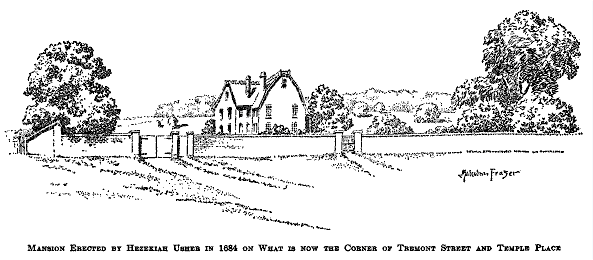
Casa fiului lui Hezekiah Usher, Hezekiah

Sursa de inspirație a lui Poe pentru povestire ar putea fi evenimentele petrecute în casa lui Hezekiah Usher, care era situată pe domeniul Usher unde se află acum trei blocuri delimitate în Bostonul modern de Tremont Street la nord-vest, Washington Street la sud-est, Avery Street la sud și Winter Street la nord. Casa a fost construită în 1684 și a fost dărâmată în 1830. Potrivit altor informații, un marinar și tânăra soție a bătrânului proprietar au fost prinși și îngropați în locul lor de întâlnire de către soțul ei. Când Casa Usher s-a prăbușit în 1830, cele două cadavre au fost găsite îmbrățișate într-o cavitate a pivniței.
O altă sursă de inspirație poate fi un cuplu real cu numele de domnul și doamna Luke Usher, prieteni și colegi actori ai mamei sale, Eliza Poe. Cuplul a avut grijă de cei trei copii ai Elizei (inclusiv de Poe) în timpul bolii ei și a morții ulterioare.
Cercetătorii speculează că Poe, care l-a influențat pe Herman Melville, a inspirat personajul Ahab din romanul Moby-Dick al lui Melville. John McAleer a susținut că ideea de „obiectivare a caracterului defectuos al lui Ahab” a provenit din „forța evocatoare” a povestirii „Prăbușirea Casei Usher” a lui Poe. Atât la Ahab, cât și la casa Usher, aspectul de soliditate fundamentală este vizibil greșit - de cicatricea lividă a lui Ahab și de fisura în zidăria casei Usher.

## Adaptări teatrale, cinematografice și de televiziune
În filmul cu buget redus al lui Roger Corman din 1960, cunoscut în Statele Unite, ca House of Usher, naratorul se îndrăgostește de bolnăvicioasa Madeline, mai mult spre oroarea lui Roderick. După cum dezvăluie Roderick, familia Usher are o istorie plină de lucruri malefice și crude încât el și Madeline au promis în tinerețe că nu vor avea copii și vor face ca familia lor să moară odată cu ei. Când Madeline cade într-o catalepsie mortală, fratele ei (care știe că ea este încă în viață) se grăbește să o depună în cripta familiei. Când se trezește, Madeline înnebunește ca urmare a faptului că fusese îngropată de vie și scapă, având accente puternice de nebunie. Ea se confruntă cu fratele ei și începe să-l sugrume. Dintr-o dată, casa, deja în flăcări din cauza căderii unei lumânări aprinse, începe să se prăbușească și naratorul fuge, în timp ce Roderick este ucis de către Madeline și atât ea, cât și singurul servitor al lui Usher, sunt mistuiți de casa care se prăbușește. Filmul a fost primul din seria celor opt filme ale lui Corman inspirate din scrierile lui Edgar Allan Poe.
Un fan devotat al scrierilor lui Poe, regizorul Curtis Harrington a abordat această povestire în primul și ultimul dintre filmele sale. Interpretând el însuși un rol dublu ca Roderick și Madeline Usher în ambele versiuni, Harrington a filmat scurtmetrajul său original mut de 10 minute pe peliculă de 8 mm în 1942, precum și o versiune nouă de 36 de minute intitulată simplu Usher pe peliculă de 35 mm în 2000, pe care a intenționat să o utilizeze într-un film antologie mai lung care nu a fost realizat niciodată.  Ambele variante au fost incluse pe versiunea DVD/Blu-ray lansată în 2013 cu titlul „Curtis Harrington: The Short Film Collection”.
În 1980, producătorul ceh de film suprarealist Jan Švankmajer a adaptat povestea ca un scurtmetraj care se bazează în întregime pe imagini și obiecte neînsuflețite în loc de actori.
În anul 2002 Lance Tait a scris o piesă într-un singur act intitulată The Fall of the House of Usher, inspirată din povestea lui Poe. Laura Grace Pattillo a scris în The Edgar Allan Poe Review (2006), „piesa [lui Tait] urmează destul de fidel povestirea originală a lui Poe, folosind o figură Chorus de sex feminin pentru a ajuta să ducă mai departe povestea pe măsură ce Friend (așa cum Tait îl numește pe narator) alternează între monolog și conversația cu Usher”.
În filmul din 2008 al lui David DeCoteau, se presupune că locuința este o ființă vie, dependentă de sufletele umane pe care Roderick și Madeline le-au adus în ea. Personajul central este numit Victor Reynolds, o referință la numele strigat de Poe în noaptea de dinaintea morții sale.

### Listă de filme
- La Chute de la maison Usher (Franța, 1928), regizat de Jean Epstein
- The Fall of the House of Usher (SUA, 1928), regizat de James Sibley Watson și Melville Webber
- The Fall of the House of Usher (SUA, 1942), regizat de Curtis Harrington
- The Fall of the House of Usher (Marea Britanie, 1950), regizat de Ivan Barnett, cu Gwen Watford[23]
- House of Usher (sau Fall of the House of Usher și The Mysterious House of Usher) (1960), regizat de Roger Corman și cu Vincent Price
- The Fall of the House of Usher (1966) (TV) cu Denholm Elliott și Susannah York; episod din serialul britanic Mystery and Imagination realizat de ITV
- Histoires extraordinaires: La chute de la maison Usher (1981) (TV) cu Mathieu Carrière
- The Fall of the House of Usher (sau Revenge in the House of Usher) (1982) (TV) cu Robert Hays, Martin Landau, Dimitra Arliss, Ray Walston și Charlene Tilton[24]
- Zánik domu Usherů (The Fall of the House of Usher) (1982) (versiune animată realizată de Jan Švankmajer)
- El hundimiento de la Casa de Usher (1983), regizat de Jesús Franco și cu Howard Vernon
- The House of Usher (1988), cu Oliver Reed
- Usher (SUA, 2000), regizat de Curtis Harrington
- The Fall of the Louse of Usher (2002), regizat de Ken Russell
- Usher (2004), regizat de Robert Leatherwood
- The House of Usher (2006)
- House of Usher (2008), regizat de David DeCoteau
- La Chute de la maison Usher (Rusia, 2010)
- The Fall of the House of Usher (2012), un scurtmetraj de desene animate
- The Fall of the House of Usher (2015), narat de Christopher Lee, scurtmetraj de desene animate care face parte din Extraordinary tales[25][26]

### Muzică
Între 1908 și 1917, compozitorul francez Claude Debussy a lucrat la o operă numită La chute de la maison Usher. Libretul a fost scris de el, fiind inspirat din scririle lui Poe, și opera sa a fost o piesă apropiată de o altă compoziție scurtă de operă (Le diable dans le beffroi), inspirată din povestirea „The Devil in the Belfry” a lui Poe. La moartea lui Debussy, opera era neterminată, cu toate acestea. În ultimii ani, doi muzicologi diferiți au încercat să o completeze.
Lady Eleanor, un cântec lansat în 1970 de trupa britanică de folk-rock Lindisfarne, este inspirat din această povestire.
Primul album al The Alan Parsons Project (Tales of Mystery and Imagination din 1976) conține o piesă instrumentală extinsă denumită după povestire. Piesa are cinci părți: „Prelude”, „Arrival”, „Intermezzo”, „Pavane” și „Fall” și stilul său prezintă muzica clasică din secolul al XX-lea și rock progresiv. Muzica include fragmente din opera neterminată a lui Debussy.
O altă versiune de operă, compusă de Philip Glass în 1987 cu un libret de Arthur Yorinks, a fost prezentată de Opera din Nashville în 2009.
Peter Hammill a compus o operă inspirată din această povestire între 1973 și 1991 și a lansat-o în 1991. În această operă, casa în sine devine o parte vocală care urmează să fie cântată de același interpret care interpretează rolul lui Roderick Usher. Libretul lui Chris Judge Smith prezintă o intrigă secundară a unei atracții romantice între Madeline Usher și narator, căruia i se dă numele de Montresor. Această înregistrare a avut și tobe, deși nu a fost o operă reală. Hammill a lansat o versiune complet revizuită în 1999, fără tobe, dar adăugând o vioară și o chitară electrică, care au creat un sunet orchestral. El a revizuit, de asemenea, toate interpretările sale vocale. Long Beach Opera a montat o versiune a acestei opere în februarie 2013, la Warner Grand Theatre din San Pedro, Los Angeles.
În 1984 compozitorul rus Nikita Koșkin a compus o piesă muzicală programatică format dintr-un solo de chitară clasică intitulat „The Usher Waltz”. Piesa este adesea inclusă în programele de concert și a fost înregistrată de către numeroși chitariști, printre care și John Williams.
Trupa braziliană de gothic rock Cabine C are o piesă instrumentală scurtă numită „A Queda do Solar de Usher” (care este traducerea portugheză pentru „Prăbușirea Casei Usher”) pe albumul Fósforos de Oxford (1986).
În 2006, ca parte a seriei Gruselkabinett a Titania Medien, Marc Gruppe a adaptat povestirea într-o piesă de teatru radiofonic cu Tobias Kluckert în rolul lui Roderick și Oliver Feld în rolul lui Philipp.
În anul 2008, o adaptare teatral-muzicală („Usher”), scrisă de doi studenți de la Universitatea Yale (Sarah Hirsch și Molly Fox) a câștigat premiul pentru cel mai bun music-hall la New York International Fringe Festival. Music-hall-ul, redenumit de atunci „The Fall of the House of Usher”, a câștigat ulterior concursul Pallas Theatre Collective din 2013 și a fost reprezentat la Washington DC în 2014.
Compozitoarea Anna Coogan a scris coloana sonoră la filmul clasic al lui Jean Epstein și a interpretat-o în 2015.

## Vezi și
- Listă de povestiri după care s-au făcut filme